# فیلیپ سوم مقدونی
فیلیپ سوم آریده فرزند فیلیپ دوم مقدونی و لاریسا، یکی از شاهان مقدونیه پس از اسکندر بود که میان سال‌های ۳۵۹ تا ٣١٧ پیش از میلاد می‌زیسته‌است.
همانطور که آریدائوس بزرگتر شد، آشکار شد که او مشکلات یادگیری خفیفی دارد. پلوتارک بر این عقیده بود که با تلاش همسر فیلیپ دوم، ملکه المپیاس، که می‌خواست رقیب احتمالی پسرش اسکندر را از طریق استفاده از داروها (داروها/جادوها) از بین ببرد، ناتوان شد. با این حال، اکثر مراجع مدرن در صحت این ادعا تردید دارند.
اسکندر به آریدائوس علاقه داشت و او را به مبارزات خود برد، هم برای محافظت از جانش و هم برای جلوگیری از استفاده او به عنوان پیاده در هر چالش احتمالی برای تاج و تخت. پس از مرگ اسکندر در بابل در سال ۳۲۳ قبل از میلاد، ارتش مقدونی در آسیا آریدائوس را به عنوان پادشاه اعلام کرد؛ با این حال، او صرفا به عنوان یک شخصیت و به عنوان پیاده یک سری از ژنرال های قدرتمند خدمت کرد.

## زندگی
اگرچه آریدائوس و اسکندر تقریباً هم سن بودند، به نظر می رسد که آریدائوس هرگز خطری به عنوان گزینه جایگزین برای جانشینی اسکندر به جای فیلیپ دوم نبوده است. با این وجود، زمانی که پیکسوداروس، ساتراپ ایرانی کاریا، دخترش را برای ازدواج به اسکندر پیشنهاد کرد، پادشاه نپذیرفت و به جای آن، پسرش آریدائوس را به عنوان شوهر پیشنهاد کرد، و اسکندر فکر کرد که عاقلانه است که مانع از اتحادیه خاندانی شود (که ممکن است وارث احتمالی آینده باشد. به قلمرو فیلیپ قبل از خود اسکندر، که منجر به عصبانیت قابل توجهی از جانب پدرش شد (۳۳۷ قبل از میلاد).
مکان آریدائوس در زمان سلطنت برادرش اسکندر از منابع موجود نامشخص است. آنچه مسلم است این است که در آن سیزده سال (۳۳۶-۳۲۳ قبل از میلاد) هیچ فرمان نظامی یا نظامی به او داده نشد.

### جانشینی
آریدائوس در زمان مرگ اسکندر در ۱۰ ژوئن ۳۲۳ قبل از میلاد در بابل بود. یک بحران جانشینی رخ داد. آریدائوس بارزترین نامزد بود، اما از نظر ذهنی ناتوان بود و بنابراین برای حکومت ناتوان بود. پس از آن درگیری بین پردیکا، رهبر سواره نظام، و ملیاگر، که فرمانده فالانکس بود، به وجود آمد: اولین نفر می‌خواست منتظر بماند تا ببیند آیا رکسانا، همسر باردار اسکندر، پسری به دنیا می‌آورد در حالی که ملیاگر مخالفت کرد که آریدائوس باید انتخاب شود. پادشاه. مصالحه ای طراحی شد که در آن آریدائوس با نام فیلیپ سوم به پادشاهی رسید و فرزند هنوز متولد نشده رکسانا در صورت اثبات مذکر بودن فرزند به او ملحق شد. این عاقبت در واقع به وجود آمد و منجر شد که پسر رکسانا، اسکندر، همراه با عمویش فیلیپ بر تاج و تخت مقدونیه حکمرانی کنند. فوراً تصمیم گرفته شد که فیلیپ آریدائوس سلطنت کند، اما نه حکومت: این حق نایب السلطنه جدید، پردیکا بود.
هنگامی که خبر به مقدونیه رسید که آریدائوس به عنوان پادشاه انتخاب شده است، سینان، دختر فیلیپ دوم، برنامه ای برای سفر به آسیا و پیشنهاد دخترش اوریدیک به پادشاه جدید برای همسرش، تهیه کرد. این حرکت یک توهین آشکار به نایب السلطنه بود که سینان کاملاً او را دور زده بود و برای جلوگیری از ازدواج، پردیکا برادرش آلستاس را فرستاد تا سینان را بکشد. واکنش نیروهایی که در اثر این قتل ایجاد شد به گونه ای بود که نایب السلطنه مجبور شد مخالفت خود را با خواستگاری کنار بگذارد و ازدواج را بپذیرد. از آن لحظه به بعد، فیلیپ آریدائوس تحت تسلط عروسش قرار گرفت، زنی مغرور و مصمم که برای اثبات قدرت شوهرش تلاش می کند.

### نایب السلطنه ها
شانس اوریدیک برای افزایش قدرت شوهرش زمانی به دست آمد که جنگ اول دیادوچی ها سرنوشت پردیکا را رقم زد و اسکان جدیدی را ضروری کرد. قراردادی در تری پارادیسوس سوریه در سال ۳۲۱ قبل از میلاد منعقد شد. اوریدیک به اندازه کافی ماهرانه حرکت کرد تا دو نایب السلطنه تعیین شده اول یعنی پیتون و آریدائوس (همنام شوهرش) را برکنار کرد، اما قادر نبود جلوی آرزوهای آنتیپاتر را بگیرد که موقعیتش بسیار قدرتمند بود و دومی نایب السلطنه جدید شد. ; فیلیپ آریدئوس و یوریدیس مجبور شدند آنتیپاتر را به مقدونیه برگردانند.
نایب السلطنه سال بعد به دلایل طبیعی درگذشت و نه پسرش کاساندر، بلکه دوست و ستوان خود، پولی پرکون را به عنوان جانشین خود معرفی کرد. امتناع کاساندر از پذیرش تصمیم پدرش جرقه جنگ دوم دیادوچی ها را زد که در آن اوریدیک بار دیگر فرصتی برای رهایی فیلیپ از کنترل نایب السلطنه دید.
فرصتی در سال ۳۱۷ قبل از میلاد هنگامی که کاساندر پلیپرچون را از مقدونیه اخراج کرد ، ارائه شد. یوریدیس بلافاصله خود را با کاساندر متحد کرد و همسرش را ترغیب کرد که وی را به عنوان نماینده جدید معرفی کند. کاساندر با ترک او در کنترل کامل کشور هنگام ترک کار در یونان ، تلافی کرد.

### مرگ
در همان سال (۳۱۷ سال قبل از میلاد) ، پلیپرچون و المپیا با پسر عموی خود ، آئیسیدس ، پادشاه اپیروس متحد شدند و به مقدونیه حمله کردند. سربازان مقدونی از مبارزه با المپیا ، مادر اسکندر خودداری کردند. فیلیپ و یوریدیس چاره ای جز فرار نداشتند ، فقط در آمفیپولیس اسیر شدند و به زندان انداختند.
به زودی مشخص شد که فیلیپ برای زنده ماندن بسیار خطرناک است، زیرا بسیاری از دشمنان المپیاس او را ابزاری مفید در برابر او می‌دانستند و او را اعدام می‌کردند، در حالی که همسرش مجبور به خودکشی می‌شد.